# Drowned World Tour

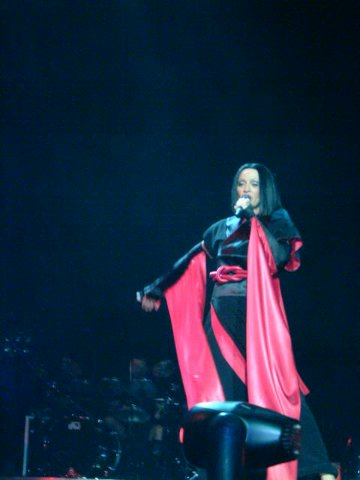
Madonna tijdens de Drowned World Tour

De Drowned World Tour was Madonna’s eerste tour in acht jaar tijd en startte in het voorjaar van 2001 in Barcelona, nadat de twee eerst geplande concerten in Keulen waren afgelast. Madonna besloot met deze show alleen Europa en de VS aan te doen, iets wat haar niet in dank werd afgenomen door fans uit andere delen van de wereld. Het compacte tourschema beviel Madonna blijkbaar zo goed dat ze ook in 2004, tijdens haar Re-Invention Tour, een soortgelijk schema aanhield. Net als met The Girlie Show uit 1993, sloeg Madonna Nederland over.
Vrijwel alle concerten waren binnen een mum van tijd uitverkocht. Interessant gegeven is dat beroemdheden voor deze show geen gratis kaartje kregen, iets wat normaal wel vaak gebeurt. Iedereen, bekend of onbekend, kon tegen een aanzienlijk bedrag een kaartje kopen.
Tegen het eind van de tour, op 11 september 2001, vonden de terroristische aanslagen in New York plaats. Door strenge veiligheidsmaatregelen en uit respect voor de slachtoffers, werd de show van 11 september in Los Angeles verzet naar 15 september. In de shows na de aanslagen droeg Madonna een kilt met de Amerikaanse vlag erop en schrapte ze de ‘schiet-act’ aan het eind van het Geisha-segment en het macabere nummer Oh Dear Daddy / The Funny Song. Als verrassing voor Madonna speelde haar toenmalige man Guy Ritchie tijdens haar laatste show de ‘verdwaalde technicus’ tijdens het nummer Beautiful Stranger.
Madonna zong voornamelijk songs van haar albums Ray of light en Music, en twee songs van het album Bedtime Stories uit 1994 (waarna ze niet meer op tournee was geweest). Uit de jaren tachtig zong ze alleen La Isla Bonita en Holiday. Critici prezen de show, niet alleen vanwege de theatrale effecten, maar ook omdat Madonna niet koos voor een voor de hand liggende ‘Greatest Hits-tour’.

## Setlist
- Drowned World/Substitute for Love
- Impressive Instant
- Candy Perfume Girl
- Beautiful Stranger
- Ray of Light
- Paradise (Not for Me) (Video interlude)
- Frozen
- Open Your Heart Chords
- Nobody's Perfect
- Mer Girl (Part I)
- Sky Fits Heaven
- Mer Girl (Part II)
- What It Feels Like for a Girl (Instrumentaal-Remix)
- I Deserve It
- Don't Tell Me
- Human Nature
- Oh Dear Daddy/The Funny Song
- Secret
- Gone (in sommige Amerikaanse shows: You'll See)
- Don't Cry for Me, Argentina (Instrumentaal)
- Lo Que Siente La Mujer (de Spaanstalige versie van What It Feels Like for a Girl)
- La Isla Bonita
- Holiday
- Music

## Tourschema
Europa
- 05 juni - Arena Keulen, Duitsland (afgelast)
- 06 juni - Arena Keulen, Duitsland (afgelast)
- 09 juni - Palau Sant Jordi Barcelona, Spanje
- 10 juni - Palau Sant Jordi Barcelona, Spanje
- 13 juni - Fila Forum Milan, Italië
- 14 juni - Fila Forum Milan, Italië
- 15 juni - Fila Forum Milan, Italië
- 19 juni - Max Schmeling-Halle Berlijn, Duitsland
- 20 juni - Max Schmeling-Halle Berlijn, Duitsland
- 22 juni - Max Schmeling-Halle Berlijn, Duitsland
- 23 juni - Max Schmeling-Halle Berlijn, Duitsland
- 26 juni - Bercy, Parijs, Frankrijk
- 27 juni - Bercy, Parijs, Frankrijk
- 29 juni - Bercy, Parijs, Frankrijk
- 30 juni - Bercy, Parijs, Frankrijk
- 04 juli - Earls Court Londen, Engeland
- 06 juli - Earls Court Londen, Engeland
- 07 juli - Earls Court Londen, Engeland
- 09 juli - Earls Court Londen, Engeland
- 10 juli - Earls Court Londen, Engeland
- 12 juli - Earls Court Londen, Engeland

Verenigde Staten
- 21 juli - First Union Center Philadelphia
- 22 juli - First Union Center Philadelphia
- 25 juli - Madison Square Garden New York
- 26 juli - Madison Square Garden New York
- 28 juli - Madison Square Garden New York
- 30 juli - Madison Square Garden New York
- 31 juli - Madison Square Garden New York
- 02 augustus - Continental Airlines Arena East Rutherford
- 07 augustus - Fleet Center Boston (dit optreden stond gepland voor 6 augustus maar is verplaatst zonder reden)
- 08 augustus - Fleet Center Boston
- 10 augustus - MCI Center Washington
- 11 augustus - MCI Center Washington
- 14 augustus - National Car Rental Center Miami
- 15 augustus - National Car Rental Center Miami
- 19 augustus - Philips Arena Atlanta
- 20 augustus - Philips Arena Atlanta
- 25 augustus - The Palace of Auburn Hills Detroit
- 26 augustus - The Palace of Auburn Hills Detroit
- 28 augustus - United Center Chicago
- 29 augustus - United Center Chicago
- 01 september - MGM Grand Las Vegas
- 02 september - MGM Grand Las Vegas
- 05 september - Oakland Arena Oakland
- 06 september - Oakland Arena Oakland
- 09 september - Staples Center, Los Angeles
- 11 september - Staples Center, Los Angeles > (verplaatst naar 15 september door de terroristische aanslagen op de Twin Towers in New York)
- 13 september - Staples Center, Los Angeles
- 14 september - Staples Center, Los Angeles
- 15 september - Staples Center, Los Angeles